# Ourthe (localité)
Pour les articles homonymes, voir Ourthe.
Ourthe (Urt en Luxembourgeois) est un village belge de la commune de Gouvy situé en Région wallonne dans la province de Luxembourg.
Avant la fusion de communes de 1977, il faisait partie de Beho.

## Transport
Le village est traversé par 3 lignes de bus. La ligne 14/7 Houffalize-Courtil-Gouvy-Schmiede, la ligne 18/4 Gouvy-Beho-Vielsalm, la ligne 848 Saint-Vith-Gouvy.

## Géographie
C’est à l’est d’Ourthe que naît, par la confluence de deux ruisseaux, l’Ourthe orientale, une des deux rivières se joignant pour former l’Ourthe, un affluent de la Meuse.
Ourthe se situe dans la commune de Gouvy dans la province de Luxembourg.
Son altitude varie entre 430 et 540 m.
| Gouvy   | Beho      | Beho     |
| Gouvy   | Ourthe    | Deiffelt |
| Limerlé | Wathermal | Schmiede |